# Joop Eversteijn
Jozef Petrus „Joop“ Eversteijn (* 29. Januar 1921 in Den Haag; † 2. November 2013 ebenda) war ein niederländischer Fußballspieler und -funktionär.

## Sportlicher Werdegang
Eversteijn debütierte im November 1938 in der Wettkampfmannschaft von ADO Den Haag, wo er an der Seite seines Bruders Piet Eversteijn reüssierte. Der Stürmer errang mit dem Klub 1942 und 1943 die beiden bis dato einzigen niederländischen Meistertitel der Vereinsgeschichte. Bis 1955 bestritt er 160 Wettbewerbsspiele für den Klub, dabei erzielte er knapp 60 Tore.
1965 kehrte Eversteijn als Vorstandsmitglied zu ADO Den Haag zurück, zuvor hatte er unter anderem den in Pijnacker beheimateten Amateurklub OLIVEO trainiert. Zuständig für den sportlichen Bereich war er gemeinsam mit Trainer Ernst Happel und dessen Nachfolger Václav Ježek dafür verantwortlich, dass sich der Klub in den 1960er und frühen 1970er Jahren im vorderen Tabellenbereich etablierte und bei vier Finalteilnahmen im KNVB-Pokal einmal den Titel gewann. Dabei begleitete er im Juli 1971 die Fusion von ADO mit dem Lokalkonkurrenten Holland Sport zum FC Den Haag. 1975 gelang unter Trainer Vujadin Boškov ein weiterer Pokalsieg, ehe Eversteijn 1977 sein Amt beim später wieder in ADO umbenannten Klub aufgab.